# Adèle Exarchopoulos

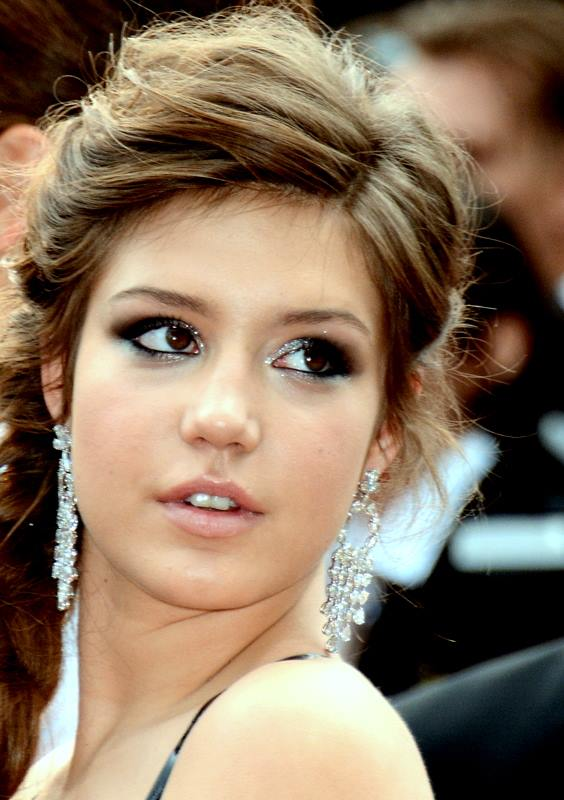
Adèle Exarchopoulos, Cannes 2014

Adèle Exarchopoulos (* 22. November 1993 in Paris) ist eine französische Schauspielerin. Für ihre Rolle in dem Film Blau ist eine warme Farbe erhielt sie 2013 gemeinsam mit Léa Seydoux und Regisseur Abdellatif Kechiche die Goldene Palme.

## Leben
Adèle Exarchopoulos wuchs im 19. Arrondissement von Paris auf. Marina Niquet, ihre Mutter, ist Krankenschwester, ihr Vater Didier Exarchopoulos Gitarrenlehrer. Ihr Großvater war Grieche. Bereits im Alter von neun Jahren begann sie, Theater zu spielen. Ihren ersten Fernsehauftritt hatte sie 2006 in der französischen Polizeiserie R.I.S Police scientifique.
2007 war Exarchopoulos in dem autobiographischen Film Boxes von Jane Birkin erstmals im Kino zu sehen. Einen ersten Durchbruch verschaffte ihr ein Jahr später die Rolle der Marianne in dem Kinderfilm Les Enfants de Timpelbach.
Weltweite Bekanntheit erlangte Exarchopoulos schließlich nach der Premiere des Films Blau ist eine warme Farbe im Mai 2013 auf den Filmfestspielen von Cannes: In dem fast dreistündigen Drama des französisch-tunesischen Regisseurs Abdellatif Kechiche spielt sie die Jugendliche Adèle, die eine Beziehung mit der Künstlerin Emma (Léa Seydoux) eingeht.
Der Film, der auf dem Festival auch unter dem internationalen Titel Blue Is the Warmest Colour lief, wurde von Publikum und Kritik mit Begeisterung aufgenommen und erhielt schließlich von der internationalen Jury die Goldene Palme. Erstmals in der Geschichte der Festspiele wurde der Hauptpreis neben dem Regisseur auch den beiden Hauptdarstellerinnen Seydoux und Exarchopoulos zuerkannt. 2014 erhielt sie für Blau ist eine warme Farbe auch noch den Critics’ Choice Movie Award der Broadcast Film Critics Association als Beste Jungdarstellerin.
Adèle Exarchopoulos hatte eine Beziehung mit dem Schauspieler Jeremiah Laheurte, der auch ihr Filmpartner in Blau ist eine warme Farbe war.
2017 wurden sie und ihr Partner Mamadou Coulibaly, besser bekannt unter seinem Rappernamen Doums, Eltern eines Sohns. Kurz darauf trennte sich das Paar.

## Filmografie
- 2005: Martha (Kurzfilm)
- 2007: Boxes
- 2008: Les Enfants de Timpelbach
- 2010: Die Kinder von Paris (La rafle)
- 2010: Tête de turc
- 2010: Studentin, 19, sucht... (Mes chères études, Fernsehfilm)
- 2011: Chez Gino
- 2011: Carré blanc
- 2012: Teile von mir (Des morceaux de moi)
- 2013: I Used to Be Darker
- 2013: Making a Scene (Kurzfilm)
- 2013: Blau ist eine warme Farbe (La vie d’Adèle)
- 2014: Qui vive
- 2014: Voyage vers la mère
- 2015: Les anarchistes
- 2015: Apnée (Kurzfilm)
- 2016: Éperdument
- 2016: The Last Face
- 2016: Rastlos, Renée (Orpheline)
- 2017: Racer and the Jailbird (Le fidèle)
- 2018: Nurejew – The White Crow (The White Crow)
- 2019: Sibyl – Therapie zwecklos (Sibyl)
- 2019: Revenir
- 2020: Eine Fliege kommt selten allein (Mandibules)
- 2020: Forte
- 2020: Bac Nord – Bollwerk gegen das Verbrechen (BAC Nord)
- 2020: La flamme (Fernsehserie, 7 Folgen)
- 2021: Zero Fucks Given – Lebe den Tag, liebe das Leben (Rien à foutre)
- 2022: The Five Devils (Les cinq diables)
- 2022: Fumer fait tousser
- 2022: Le Flambeau, les aventuriers de Chupacabra (Le Flambeau, Fernsehserie, 6 Folgen)
- 2023: Passages
- 2023: LOL, qui rit, sort! (Fernsehserie, 7 Folgen)
- 2023: All eure Gesichter (Je verrai toujours vos visages)
- 2023: Animalia (Le règne animal)
- 2023: Un métier sérieux
- 2023: Diebinnen (Voleuses)
- 2024: Beating Hearts (L’amour ouf)
- 2024: Alles steht Kopf 2 (Inside Out 2, Stimme)
- 2024: Planet B (Planète B)
- 2025: Too Much (Fernsehserie, 4 Folgen)

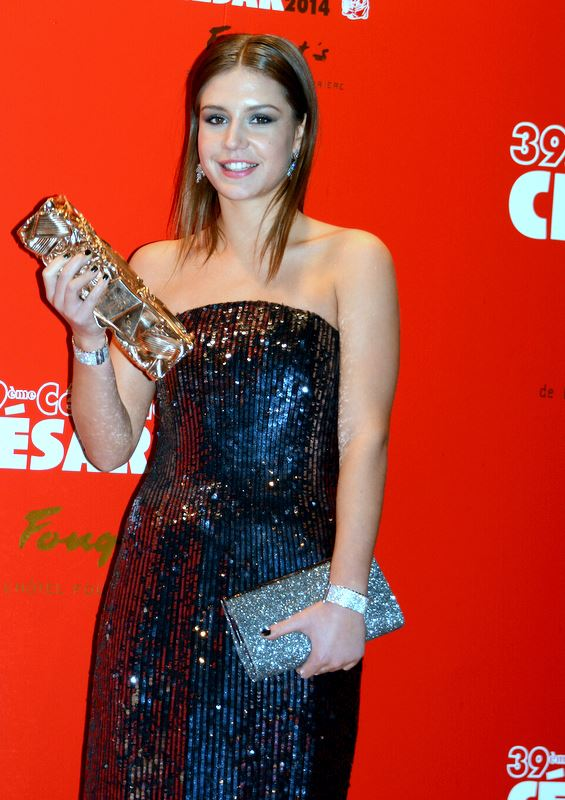
Adèle Exarchopoulos mit dem César als Beste Nachwuchsdarstellerin 2014

## Theater
- 2019: La trilogie de la vengeance (Odéon – Théâtre de l’Europe)

## Auszeichnungen
- 2013: Goldene Palme, Internationale Filmfestspiele von Cannes, für Blau ist eine warme Farbe (gemeinsam mit Léa Seydoux und Abdellatif Kechiche)
- 2014: Beste Jungdarstellerin, Critics’ Choice Movie Award, für Blau ist eine warme Farbe
- 2014: Beste Nachwuchsdarstellerin, César, für Blau ist eine warme Farbe
- 2014: Romy-Schneider-Preis
- 2014: Trophée Chopard
- 2024: Beste Nebendarstellerin, César, für All eure Gesichter